# Pecquencourt
Pecquencourt és un municipi francès, situat a la regió dels Alts de França, al departament del Nord. L'any 2006 tenia 6.040 habitants. Limita al nord-est amb Vred, a l'est amb Rieulay, al sud-est amb Bruille-lez-Marchiennes, al sud amb Masny i Écaillon, al sud-oest amb Montigny-en-Ostrevent i al nord-oest amb Lallaing i Marchiennes.

## Demografia
| 1962                                       | 1968  | 1975  | 1982  | 1990  | 1999  | 2006  |
| ------------------------------------------ | ----- | ----- | ----- | ----- | ----- | ----- |
| 8.772                                      | 8.911 | 7.934 | 7.387 | 6.718 | 6.361 | 6.040 |
| Des de 1962: població sense dobles comptes |       |       |       |       |       |       |

## Administració

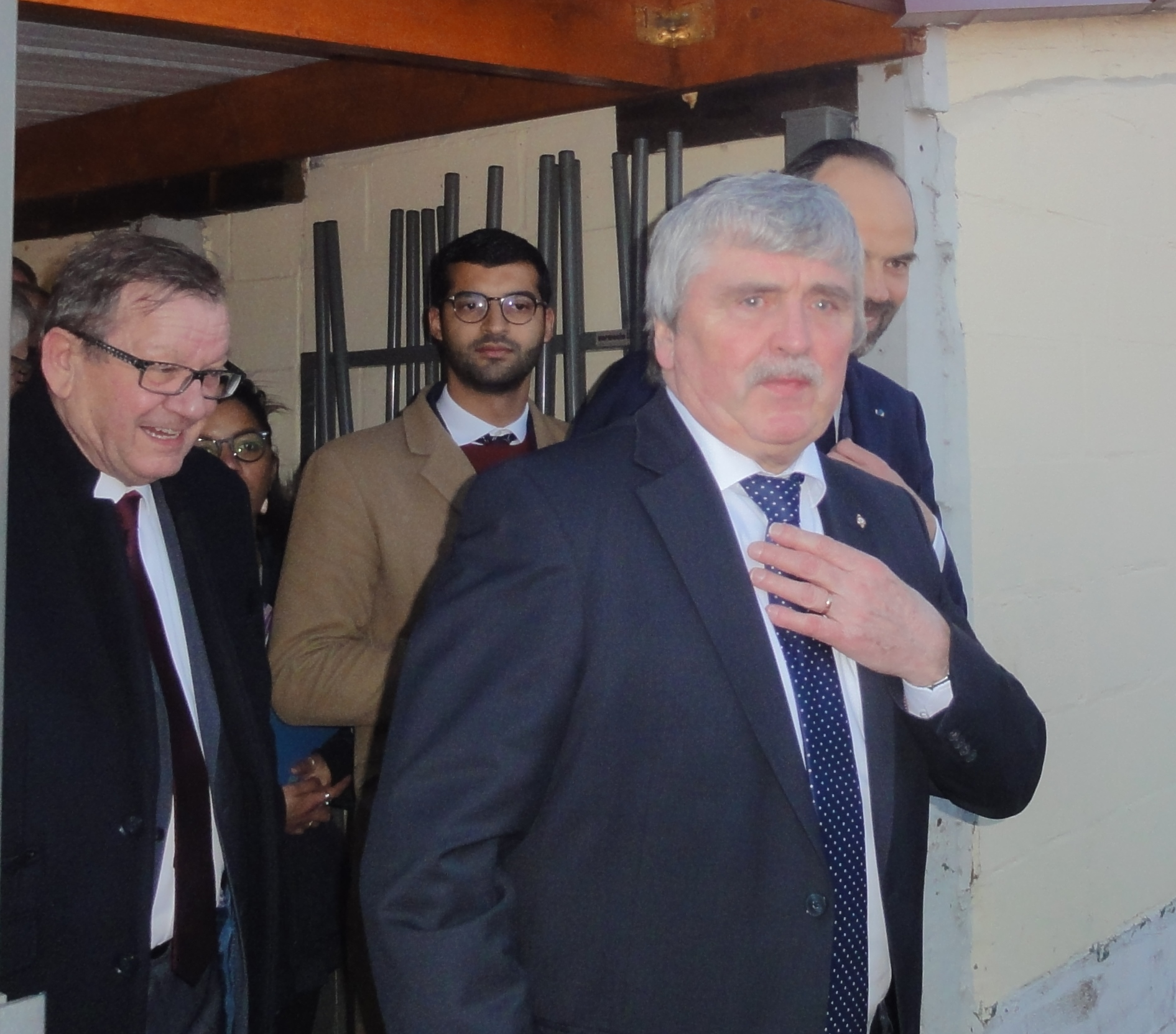
Joël Pierrache.

| Període   | Identitat            | Partit |
| --------- | -------------------- | ------ |
| 1994-2006 | Patrick Vanandrewelt |        |
| 2006-2008 | Léon Brevière        |        |
| 2006-2009 | Henri Fontaine       | PCF    |
| 2009-     | Joël Pierrache       | DVG    |